# FC Sfîntul Gheorghe
El FC Sfîntul Gheorghe fue un club de fútbol moldavo de la ciudad de Suruceni, fundado en 2003. El equipo disputaba sus partidos como local en el Stadionul Suruceni y jugó en la Divizia Națională.
El equipo conquistó su primer título en la historia después de salir campeón de la Cupa Federației 2020.
En la temporada 2020-21 conquista por primera vez la Copa de Moldavia tras ganar al Sheriff Tiraspol en los penales.
En julio de 2023, su mes de aniversario número 20, el club se disuelve debido a problemas económicos.

## Palmarés
- Cupa Federației (1): 2020

- Copa de Moldavia (1): 2020-21

- Supercopa de Moldavia (1): 2021

## Jugadores

### Plantilla 2020
Formacion base 2019 de la Divizia Națională
| Alineación: - Walter Aquino - Gilberth Dwubeng - Maxim Focşa - Andrei Novicov - Myroslav Mazur - Alexandru Suvorov - Federico - Vitalie Plămădeală - Maurice Barry - Garegin Kirakosyan - Wanderson - DT: Serghei Cebotari |  | Formación base 2019 de la Divizia Națională Aquino Suvorov Focşa Dwubeng Novicov Federico Barry Kirakosyan Plămădeală Wanderson Mazur |
| Formación base 2019 de la Divizia Națională Aquino Suvorov Focşa Dwubeng Novicov Federico Barry Kirakosyan Plămădeală Wanderson Mazur                                                                                      |  | |

## Participación en competiciones de la UEFA
| Temporada | Torneo                   | Ronda             | Club                | Casa | Visita | Global         |
| --------- | ------------------------ | ----------------- | ------------------- | ---- | ------ | -------------- |
| 2020-21   | UEFA Europa League       | 1ª Clasificatoria | Shakhtyor Soligorsk | –    | 0–0    | 0–0 (4:1 pen.) |
| 2020-21   | UEFA Europa League       | 2ª Clasificatoria | Partizán            | 0–1  | –      | 0–1 (t. s.)    |
| 2021-22   | Europa Conference League | 1ª Clasificatoria | Partizani           | 2–3  | 2–5    | 4–8            |
| 2022-23   | Europa Conference League | 1ª Clasificatoria | Mura                | 1-2  | 1-2    | 2-4            |